# サヨナラCOLOR (映画)
『サヨナラCOLOR』（サヨナラカラー）は、竹中直人監督による2005年の日本映画。
SUPER BUTTER DOGの「サヨナラCOLOR」をもとに、バンドと親交のある竹中直人が、自らメガホンをとることを熱望して制作された。
竹中直人の無二の友人であるタレントやミュージシャンが多数参加し、話題となった。

## ストーリー
海が見える病院に勤務する医者の佐々木正平の元に、高校の同級生で初恋の相手・笈川未知子が入院してくる。正平のことを忘れているらしい未知子の態度にショックを受ける。しかし、献身的な治療を続ける正平に未知子はしだいに心を開き、正平のことを思い出すようになる。そして、正平の思いは未知子に通じ、二人の距離は近づき始める。やがて、未知子は治療の成果が現れ病状も回復し始めるのだが…。

## キャスト
- 佐々木正平：竹中直人
- 笈川未知子：原田知世
- 鈴木雅夫：段田安則
- 田澤あき子：雅子
- 島岡聖子：中島唱子
- 沢井まなみ：水田芙美子
- 前田元彦：内村光良
- 木村道子：大谷直子
- 田村先生：久世光彦
- 巌岳医師：中島みゆき
- 浦上院長：三浦友和
- 岩井看護師長：石川真希
- 望月君江：大石幸子
- 未知子の母：風吹ジュン
- 高校生の未知子：藤沢志帆
- 高校生の正平：三東康太郎
- ホームの女（韮崎智子）：伊佐山ひろ子
- 木下花江：原ひさ子
- 売店店員（小板橋益美）：片桐はいり
- 三枝重信（院長室にいる病院の事務長）：半海一晃
- 野本医師：大森南朋
- 聖子の店の客A：三宅伸治
- 聖子の店の客B：ケラリーノ・サンドロヴィッチ
- 聖子の店の客C：谷中敦（東京スカパラダイスオーケストラ）
- 入院患者男A：永積タカシ
- 入院患者男B：BIKKE（TOKYO No.1 SOUL SET／ナタリーワイズ）
- 入院患者女A：原田郁子（クラムボン）
- 患者1：北川悠仁（ゆず）
- 患者2：田島貴男（ORIGINAL LOVE）
- 患者3：斉藤和義
- 患者4：浜崎貴司
- 患者5：大森はじめ（東京スカパラダイスオーケストラ）
- 野村医師：高野寛
- 同窓会の司会者（加藤昭雄）：忌野清志郎
- 看護師1：Leyona
- 看護師2：松本裕子
- 看護師3：坂東留美
- 「ボノ」表の夫婦喧嘩：矢沢幸治
- 「ボノ」表の夫婦喧嘩：佐藤直子
- 住職：廣木隆一
- ラップ男1：ANI（スチャダラパー）
- ラップ男2：BOSE（スチャダラパー）
- ラップ男3：SHINCO（スチャダラパー）
- ラップ男4：AFRA

## スタッフ
- 監督：竹中直人
- 原作：馬場当
- 脚本：竹中直人 / 馬場当
- 音楽：ハナレグミ / クラムボン / ナタリーワイズ
- 撮影：佐々木原保志
  - 撮影応援：寺田緑郎、川島周
- 照明：安河内央之
- 美術：斉藤岩男
- 録音：北村峰晴
- 装飾：松本良二
- 編集：奥原好幸
- スクリプター：甲斐哲子
- 助監督：阿知波孝、池本晋、山谷幸太、井上都紀
- 制作担当：芳川透
- スチール：三浦憲治
- 選曲：浅梨なおこ
- 音響効果：カモメファン
- 特殊メイク：メイクアップディメンションズ
- スタント：柴原孝典
- 医事監修：前田淳（東京女子医科大学附属成人医学センター）
- 特別協力：医療法人社団聖ルカ会 パシフィック・ホスピタル
- 撮影協力：関東学院六浦中学校・高等学校、愛育病院　ほか
- 現像：IMAGICA
- スタジオ：日活撮影所
- 製作者・プロデュース：新藤次郎
- プロデュース：石川富康、渡辺利三
- 製作：近代映画協会 / 衛星劇場 / NIKKEN
- 配給：ザジフィルムズ

## DVD/CD/本
- DVD
  - [サヨナラCOLOR]（2006/04/28発売）